# Willi Bürger (Politiker, 1907)
Willi Bürger auch Willy Bürger (* 7. März 1907 in Hagen; † 17. September 1988 in Berlin) war ein deutscher Politiker der KPD, Widerstandskämpfer gegen den Nationalsozialismus und 1946 bis 1950 nordrhein-westfälischer Landtagsabgeordneter.

## Leben
Bürgers Vater war Dreher und Eisenhobler, die Mutter Fabrikarbeiterin. Er besuchte die Volksschule und wurde dann zum Schlosser ausgebildet. 1921 trat er dem DMV bei, 1921 bis 1929 war er Mitglied der Sozialistischen Proletarierjugend bzw. der SAJ und des Arbeiter-Turn- und Sportbunds. Ab 1927 war Bürger für den M-Apparat der KPD tätig, 1927 trat er im Auftrag der KPD in den Reichsbanner Schwarz-Rot-Gold ein, wurde aber 1929 ausgeschlossen. 1929 wurde er Mitglied der KPD. 1929/30 war er Hilfsarbeiter in Hohenlimburg. Von 1929 bis 1932 war er Mitglied der Landesleitung der Interessengemeinschaft zur Wiederherstellung der Einheit im Arbeitersport, später der Kampfgemeinschaft für Rote Sporteinheit. 1930 wurde er Org.-Ltr. des KPD-Unterbezirks Hagen und Instrukteur der Bezirksleitung Niederrhein. 1931 besuchte er die Reichsparteischule der KPD „Rosa-Luxemburg“ in Fichtenau und wurde dann Mitarbeiter der RGO Niederrhein. 1933 war er Volontär der KPD-Bezirksleitung Berlin-Brandenburg und Kassierer in Stuttgart. Anschließend trat er der KPD bei.
Am 1. März 1933 wurde Bürger verhaftet und wegen Waffenbesitzes zu drei Wochen Haft verurteilt. Er war im KZ Heuberg und KZ Oberer Kuhberg (bei Ulm) inhaftiert. 1934 war er Kassierer des KPD-Unterbezirks Hagen und leistete illegale politische Arbeit u. a. im Saargebiet und an der Grenze. Ab 1935 war Bürger in Paris Org.-Leiter in der zentralen Emigrationsleitung der KPD. 1936 organisierte er als technischer Mitarbeiter des westeuropäischen Büros der Internationalen Roten Hilfe die Emigration von KPD-Mitgliedern über England nach Moskau. Ab 1936 war Bürger im spanischen Bürgerkrieg Adjutant von Ludwig Renn, dem Chef des Thälmann-Bataillons. 1938 wurde er verwundet und verbrachte sechs Monate im Lazarett. Nach der Niederlage der Republikaner war er von Februar 1939 bis 1942 in Frankreich und Nordafrika interniert. In dieser Zeit war er  Mitarbeiter der engeren KPD-Lagerleitung und beteiligt an Lagermeutereien. 1942 wurde er vom Geheimgefängnis Castres aus an die Gestapo ausgeliefert und 1943 vom Oberlandesgericht Hamm wegen „Vorbereitung zum Hochverrat“ zu drei Jahren Zuchthaus verurteilt. Die Strafe verbüßte er bis 1945 in Münster.
Nach der Befreiung vom Nationalsozialismus war Bürger 1945 Leiter der KPD Hagen. Er gehörte dem Landtag von Nordrhein-Westfalen vom 2. Oktober 1946 bis zum 17. Juni 1950 an und war dort 1947 bis 1950 Vorsitzender des Wiederaufbauausschusses. 1947/48 war er zudem Mitglied im Zonenbeirat der Britischen Zone. Gleichzeitig war er Stadtverordneter in Hagen. Von 1946 bis 1948 war er Mitglied der KPD-Bezirksleitung Süd/Westfalen und der KPD-Landesleitung NRW und von 1949 bis 1952 Mitarbeiter im Nachrichtenapparat der KPD (Deckname „Klaus“).
1952 übersiedelte Bürger in die DDR. Er arbeitete zunächst als Angestellter im Planungsbüro des IFA-Fahrzeugwerkes Phänomen in Zittau. Von 1954 bis 1957 war er dort Vorsitzender der Betriebsgewerkschaftsleitung. 
Von 1957 bis 1963 war er als Politoffizier in der NVA tätig. Als Oberst war er stellvertretender Leiter der Kontrollabteilung im Ministerium für Nationale Verteidigung und von 1958 bis 1960 Mitglied der SED-Kreisleitung der NVA. 
Ab 1963 arbeitete er als Kaderleiter im Außenhandelsbetrieb Maschinen-Export. 1964 ging er in den Ruhestand, wurde jedoch 1965 durch die Hauptverwaltung A als inoffizieller Mitarbeiter für die Bundesrepublik Deutschland reaktiviert. Später war er Mitglied des Bezirkskomitees Berlin des Komitees der Antifaschistischen Widerstandskämpfer und Leiter des Aktivs ehemaliger Spanienkämpfer in Berlin.

## Auszeichnungen
- 1956 Hans-Beimler-Medaille
- 1956 Vaterländischer Verdienstorden in Bronze[1]
- 1970 Kampforden „Für Verdienste um Volk und Vaterland“
- 1977 Vaterländischer Verdienstorden
- 1980 Ehrenmedaille des Schriftstellerverbandes der DDR
- 1982 Ehrenspange zum Vaterländischen Verdienstorden in Gold
- 1987 Karl-Marx-Orden